# Martin H. Glynn

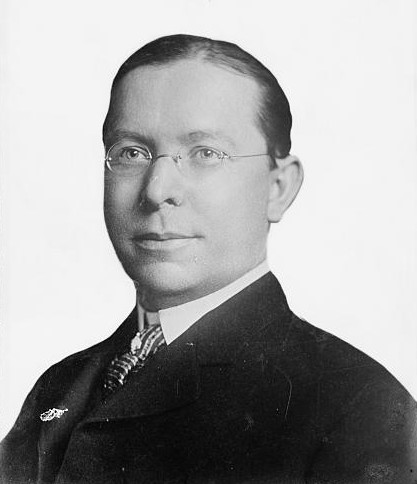
Martin H. Glynn

Martin Henry Glynn (* 27. September 1871 in Valatie, Columbia County, New York; † 14. Dezember 1924 in Albany, New York) war ein US-amerikanischer Politiker (Demokratische Partei) und Gouverneur des Bundesstaates New York.
Glynn, Absolvent der Fordham University und der Albany Law School, arbeitete zunächst als Autor für die Albany Times-Union; später wurde er Herausgeber und Eigentümer dieser Zeitung.
Er saß von 1899 bis 1901 als Abgeordneter im US-Repräsentantenhaus, fungierte von 1907 bis 1908 als New York State Comptroller und trat 1913 den Posten des Vizegouverneurs von New York an. Noch im selben Jahr wurde er Gouverneur, nachdem William Sulzer seines Amtes enthoben worden war. Glynn war der erste katholischen New Yorker Gouverneur und amtierte bis 1914. Er starb am  14. Dezember 1924 durch Suizid, nachdem er während seines gesamten Erwachsenenlebens an chronischen Schmerzen gelitten hatte.

## Artikelveröffentlichung
The Crucifixion of Jews Must Stop! (Die Kreuzigung von Juden muss aufhören!) ist ein Artikel von Glynn, der in der Ausgabe der Zeitung „The American Hebrew“ vom 31. Oktober 1919 erschien. Dabei benutzt Glynn bereits den Ausdruck „Holocaust“ zu diesem frühen Datum, u. a. schreibt er: In this threatened holocaust of human life ... (dt.: Angesichts der drohenden Vernichtung menschlichen Lebens...). Glynn führte dabei auch aus, dass sechs Millionen Frauen und Männern in Osteuropa der Hungertod drohe.